# Partido Popular (Chile)
Partido Popular o Popular es un partido político chileno de izquierda. Fue fundado en diciembre de 2022 por grupos de independientes (entre ellos de la disuelta Lista del Pueblo , del colectivo Fuerza Cultural y de Unidad Social por la Asamblea Constituyente), y exmilitantes de los partidos Comunes, Fuerza Común y Humanista.

## Historia
El Partido Popular inició los trámites para su legalización ante el Servicio Electoral (Servel) durante los primeros meses del año 2023, tras su encuentro fundacional desarrollado en noviembre de 2022 en la sede de la Central Autónoma de Trabajadores. Entre sus adherentes se encontraban Juan Pablo Sanhueza (presidente de la primera directiva) o Felipe Parada, quienes dejaron Comunes en octubre de 2022. También se sumaron exmilitantes de Fuerza Común y del Partido Humanista (PH), como su ex timonel, Octavio González, y otros líderes de la izquierda chilena como el sindicalista Cristián Cuevas y Giovanna Grandón, quienes fundaron La Lista del Pueblo.
La colectividad se declaró como «no oficialista» del Gobierno de Gabriel Boric, cuestionando el giro político que habría dado desde la elección presidencial de 2021 donde el presidente resultó ganador.
El 29 de septiembre de 2023 el Servel informó que la solicitud de inscripción del Partido Popular fue acogida en las regiones de Arica y Parinacota, Tarapacá y Antofagasta, al recolectar la cantidad mínima de afiliados exigidos por la ley. Durante el primer semestre de 2024, se legalizó además en las regiones de Atacama y Valparaíso.
Para el plebiscito constitucional de 2023 tomó postura por la opción «En Contra», inscribiéndose para la franja electoral junto a los partidos Patria Progresista y Alianza Verde Popular en el comando "Unidad ciudadana: Chile contra los abusos".
Para las elecciones municipales de 2024 formó el pacto «Izquierda Ecologista Popular» junto a los partidos Igualdad y Humanista logrando 4 concejales propios.

## Directiva
Tras su Primer Encuentro Nacional en octubre de 2023 la directiva central del partido se encuentra presidida por Cristian Cuevas, quien es acompañado por Matías Gazmuri en la secretaría general, Denisse Cáceres en la secretaría ejecutiva y otras ocho vicepresidencias, entre las que se encuentran la ex constituyente Giovanna Grandón, el expresidente del PH Octavio González y los activistas y dirigentes John Parada, Evelyn González, María Jesús Aguilar, entre otros.
De igual forma, presenta un Tribunal Supremo compuesto por un presidente, una vicepresidenta, un secretario, y dos directores integrantes.

### Presidentes
| Titular                      | Inicio                  | Fin                   |
| ---------------------------- | ----------------------- | --------------------- |
| Juan Pablo Sanhueza Tortella | 26 de noviembre de 2022 | 22 de octubre de 2023 |
| Cristián Cuevas Zambrano     | 22 de octubre de 2023   | En el cargo           |

## Resultados electorales

### Elecciones municipales
|  | 0,07 % |

|  | 0,32 % |

### Elecciones de gobernadores
| Elección | Votos  | % de votos      | Escaños |
| -------- | ------ | --------------- | ------- |
| 2024     | 27 050 | \| \| 0,26 % \| | 0/16    |
|          | 0,26 % |                 |         |

### Elecciones de consejeros regionales
| Elección | Votos  | % de votos      | Escaños |
| -------- | ------ | --------------- | ------- |
| 2024     | 16 777 | \| \| 0,17 % \| | 0/302   |
|          | 0,17 % |                 |         |